# Gesteinstaubstreuung
Als Gesteinstaubstreuung bezeichnet man im Bergbau eine Maßnahme, die der Bekämpfung von explosionsgefährlichen Ablagerungen von Kohlenstaub dient. Das Verfahren wird im Steinkohlenbergbau in Strecken und in Blindschächten eingesetzt. Es ist ein Teilbereich des Gesteinstaubverfahrens. Die Gesteinstaubstreuung soll die Entstehung einer Kohlenstaubexplosion verhindern, sie ist nur wenig geeignet, eine bereits ablaufende Kohlenstaubexplosion unschädlich zu machen.

## Grundlagen
Durch abgelagerten Kohlenstaub kann es unter bestimmten Voraussetzungen zu einer Kohlenstaubexplosion kommen. Durch den gezielten Einsatz von Gesteinstaub ist es möglich, die Entstehung der Kohlenstaubexplosion zu verhindern oder ihre Wirkung zu minimieren. Allerdings muss der Gesteinstaub in so großen Mengen verstreut werden, dass der brennbare Anteil des abgelagerten Kohlenstaubes maximal 20 Prozent beträgt. Hinzu kommt, dass, um eine wirksame explosionshemmende Wirkung erzielen zu können, der Kohlenstaub mit dem Gesteinstaub gut vermischt sein muss. Der Nachteil des Verfahrens liegt darin, das sich diese Vermischung in der Praxis nur sehr unzureichend vollziehen lässt. Aus diesem Grund werden häufig andere Verfahren wie das Staubbindeverfahren verwendet.

## Geschichtliches
Bereits in der zweiten Hälfte des 19. Jahrhunderts wurden im englischen und französischen Steinkohlenbergbau Untersuchungen zur Verhütung von Kohlenstaubexplosionen durchgeführt. Nach einer reinen Kohlenstaubexplosion, die im Jahr 1887 auf der Steinkohlengrube Altofts in England stattfand, schlug der Generaldirektor des Bergwerks der Royal Commission on Coal-dust die Verwendung von Schieferstaub in bestimmten Strecken zur Verhütung von Kohlenstaubexplosionen vor. Nachdem das Verfahren auf dem Bergwerk in einer kleinen Versuchsstrecke mehrfach getestet worden war, wurde ab dem Jahr 1910 die Streuung von Gesteinstaub im gesamten Grubengebäude eingeführt. Im deutschen Steinkohlenbergbau wurden erst im Jahr 1920 die erste Zeche von der damals im deutschen Steinkohlenbergbau vorgeschriebenen Berieselungspflicht entbunden. Anstelle der Berieselung wurde dem Bergwerk vom Oberbergamt Dortmund in einigen Grubenbauen die Verwendung von Gesteinstaub zur Explosionsverhütung gestattet.

## Anwendung und Probleme bei der Anwendung
Der Gesteinstaub wird bei dem Verfahren auf die Kohlenstaubansammlungen großzügig aufgestreut. Dabei muss eine so große Menge Gesteinstaub auf den Kohlenstaub gestreut werden, dass das gesamte Staubgemisch nicht mehr als 20 Prozent brennbare Bestandteile enthält. Um dieses bewerkstelligen zu können, muss an allen Stellen im Grubengebäude, an denen sich Kohlenstaub ablagert, eine entsprechend große Menge Gesteinstaub bevorratet sein. Der Gesteinstaub wird in Vorratsbehältern vor Ort gesammelt aufbewahrt und zur Anwendung in eine Tragekiste umgefüllt. Von dort wird er mittels einer, an einem 20 Meter langen Schlauch befestigten, Preßluftdüse auf die Kohlenstaubansammlungen geblasen. Diese Maßnahme ist erforderlich, damit, sobald sich neuer Kohlenstaub ansammelt, dieser sofort wieder mit Gesteinstaub bestreut werden kann. Dadurch entsteht nach und nach eine Wechselschichtung von Kohlenstaub und Gesteinstaub. Allerdings wird durch die Wechselschichtung keine innige Vermischung der beiden Staubarten erreicht. Dadurch besteht die Gefahr, dass der Gesteinstaub seine Schutzwirkung verliert. Um dieses zu vermeiden, müsste in besonders staubintensiven Bereichen eine kontinuierliche Gesteinstaubstreuung erfolgen. Außerdem besteht in der Abbaustrecke, insbesondere auf der Abwetterseite von Streben mit starker Staubentwicklung, zusätzlich die Gefahr, dass der leichtere Kohlenstaub wieder explosionsfähig wird.